# Fotogrammi d'argento 2010
La 60ª edizione dei Fotogrammi d'argento, assegnati dalla rivista spagnola di cinema Fotogramas, si è svolta il 15 marzo 2010.

## Premi e candidature

### Miglior film spagnolo
- Cella 211, regia di Daniel Monzón

### Miglior film straniero
- Gran Torino, regia di Clint Eastwood

### Fotogrammi d'onore
- José Luis Borau

### Miglior attrice cinematografica
- Penélope Cruz - Gli abbracci spezzati (Los abrazos rotos)
- Blanca Portillo - Gli abbracci spezzati (Los abrazos rotos)
- Maribel Verdú - Segreti di famiglia (Tetro)

### Miglior attore cinematografico
- Luis Tosar - Cella 211
- Lluís Homar - Gli abbracci spezzati (Los abrazos rotos)
- Hugo Silva - Grosse bugie (Mentiras y gordas)

### Miglior attrice televisiva
- Adriana Ugarte - La Señora
- Marián Aguilera - Los hombres de Paco
- María Castro - Sin tetas no hay paraíso

### Miglior attore televisivo
- Juan Diego - Los hombres de Paco
- Gonzalo de Castro - Doctor Mateo
- Paco León - Aída

### Miglior attrice teatrale
- Concha Velasco - La vida por delante
- Carmen Machi - La tortuga de Darwin
- Natalia Millán - Chicago

### Miglior attore teatrale
- Sergi López - Non solum
- Pepón Nieto - Sexos
- Pepe Viyuela - El pisito

### Interprete più ricercato su www.fotogramas.es
- Amaia Salamanca
- Mario Casas
- Hugo Silva